# 中川吉造
中川 吉造（なかがわ よしぞう、1871年5月24日（明治4年4月6日） - 1942年（昭和17年）8月1日）は、明治から昭和時代の土木技術者、内務技監。

## 経歴・人物
中川吉太郎の弟として大和国葛下郡高田村（現・奈良県大和高田市）に生まれ、1913年（大正2年）分家する。1896年（明治29年）東京帝国大学工科大学土木工学科を卒業後、内務省に入省し、第1区土木監督署附となり、利根川改修の調査に当たる。
1897年（明治30年）土木監督署技師に転じ、翌年、関宿工営所主任として利根川治水工事に関与。1905年（明治38年）内務技師に進み、東京土木出張所技師となる。1910年（明治43年）から一年間、渡欧し、ドナウ川の鉄門などを視察。帰国後の1919年（大正8年）東京第二土木出張所長を経て、1923年（大正12年）東京土木出張所長に発令され、1926年（大正15年）工事主任として難航していた利根川の改修工事を完成させた。
1928年（昭和3年）内務技監となり、1934年（昭和9年）退官。郷里の上水道敷設や河川改修にも尽力した。ほか、1930年（昭和5年）土木学会第18代会長、港湾協会、河川協会、道路改良会等の副会長、土木学会用語調査委員長、大堰堤国際委員会日本国内委員会委員長、朝鮮総監府治水調査委員会委員など要職を歴任した。1939年（昭和14年）10月26日、錦鶏間祗候を仰せ付けられた。
約40年間の終始一貫した利根川治水の功績により近藤仙太郎についで「利根川の主」と称されている。また、「利根川の五博士」のひとりでもある。

## 著作
- 『水陸特に港湾の基準面に就て』内務省東京土木出張所、1928年。
- 『日本最古の閘門に就て』内務省東京土木出張所、1928年。

## 親族
- 妻：中川チツル（鉄道官僚・飯田俊徳の長女）[4][5]

## 栄典
- 1940年（昭和15年）8月15日 - 紀元二千六百年祝典記念章[9]